# Sur le territoire des Comanches
Pour plus de détails, voir Fiche technique et Distribution.
Sur le territoire des Comanches (Comanche Territory) est un film américain réalisé par George Sherman, sorti en 1950.

## Synopsis
Jim Bowie (Macdonald Carey) est envoyé par le Président des États-Unis en territoire Comanche afin de s’assurer que le récent traité de paix passé avec les Indiens est bien respecté. Seulement, on a découvert des gisements d’argent sur cette terre et les colons installés à proximité aimeraient bien mettre la main dessus. Les plus envieux,  décident même d’attaquer les Comanches afin de s’emparer du minerai. Jim Bowie, avec l’aide d’un ex-membre du congrès, Dan Seeger (Will Geer), venu dans les parages avec un traité remis au goût du jour, décide de se ranger du côté des Comanches avec l'aide de Katie Howard (Maureen O’Hara), sœur de l'un des meneurs, tout en essayant d’éviter la reprise des guerres indiennes...

## Fiche technique
- Titre : Sur le territoire des Comanches
- Titre original : Comanche Territory
- Réalisation : George Sherman
- Scénario : Oscar Brodney et Lewis Meltzer d'après une histoire de Lewis Meltzer
- Producteur : Leonard Goldstein
- Société de production : Universal Pictures
- Musique : Frank Skinner
- Photographie : Maury Gertsman
- Montage : Frank Gross
- Direction artistique : Bernard Herzbrun et Richard H. Riedel
- Costumes : Yvonne Wood
- Chorégraphe : Harold Belfer
- Distribution : Universal Pictures
- Pays d'origine : États-Unis
- Langue : Anglais
- Format : Technicolor - Son : Mono (Western Electric Recording)
- Genre : Western
- Durée : 76 minutes
- Date de sortie :
  - États-Unis : 7 avril 1950
- Affiche : Joseph Koutachy (France)

## Distribution
- Maureen O'Hara  (V.F : Jacqueline Porel) : Katie Howard
- Macdonald Carey (V.F : Claude Bertrand)  : James Bowie
- Will Geer  (V.F : Camille Guérini) : Dan'l Seeger
- Charles Drake  (V.F : Marc Cassot) : Stacey Howard
- Pedro de Cordoba : Quisima
- Ian MacDonald : Walsh
- Rick Vallin  (V.F : Roger Rudel) : Pakanah
- Parley Baer : Boozer, le barman
- James Best : Sam
- Edmund Cobb : Ed
- Glenn Strange : Big Joe

Acteurs non crédités
- Iron Eyes Cody : un indien Comanche
- Monte Montague : Lem